# Masashi Nishiyama
Masashi Nishiyama (西山 将士?, Nishiyama Masashi; Shimonoseki, 9 luglio 1985) è un judoka giapponese, vincitore di una medaglia di bronzo nella categoria fino a 90 kg alle Olimpiadi del 2012.

## Palmarès
- Giochi olimpici estivi

2012 - Londra: bronzo nei 90 kg.